# Oberlandesgericht Frankfurt (Oder)
Das Oberlandesgericht Frankfurt (Oder) war von 1815 bis 1849 ein preußisches Oberlandesgericht mit Sitz in Frankfurt (Oder).

## Geschichte
Die Gerichte im Königreich Preußen hatten im HRR historisch gewachsene Aufgaben, Zuschnitte und Bezeichnungen. Im Rahmen der Preußischen Reformen versuchte man, eine einheitliche Systematik einzurichten und begann damit bei den Mittelgerichten. Die Verordnung wegen verbesserter Einrichtung der Provinzial-Polizei- u. Finanz-Behörden vom 26. Dezember 1808 bestimmte, dass die unter verschiedenen Bezeichnungen wie Oberamtsregierung oder Hofgericht firmierenden obersten Gerichte jedes Landesteils künftig Ober-Landesgericht heißen sollten. Nach der Restrukturierung des Staatsterritoriums 1815 sollte jeder Regierungsbezirk zugleich das Departement (= Zuständigkeitsbereich) eines Oberlandesgerichts bilden.
Für die Neumark bestand die Neumärkische Regierung in Küstrin als Mittelgericht, welche ab 1808 als Oberlandesgericht bezeichnet wurde. Erst 1815 wurde diese aufgehoben und das Oberlandesgericht Frankfurt (Oder) gebildet.
Das Oberlandesgericht Frankfurt (Oder) war für den Regierungsbezirk Frankfurt zuständig.
Nach der Märzrevolution wurden die Patrimonialgerichte abgeschafft und die Oberlandesgerichte durch Appellationsgerichte ersetzt. In Frankfurt (Oder) entstand 1849 so das Appellationsgericht Frankfurt a. d. Oder.

## Untergerichte
Diese nachgeordneten Gerichte waren anfangs:
| Gericht                                        | Art       | Sitz                    | Anmerkungen |
| ---------------------------------------------- | --------- | ----------------------- | --- |
| Land- und Stadtgericht Frankfurt               | 1. Klasse | Frankfurt (Oder)        | 1848 wurde das Stadtgericht Müncheberg dem Land- und Stadtgericht Frankfurt eingegliedert |
| Land- und Stadtgericht Landsberg an der Warthe | 1. Klasse | Landsberg an der Warthe | |
| Land- und Stadtgericht Crossen                 | 1. Klasse | Crossen                 | |
| Stadtgericht Friedeberg                        | 1. Klasse | Friedeberg              | |
| Land- und Stadtgericht Sonnenburg              | 2. Klasse | Sonnenburg              | |
| Land- und Stadtgericht Sorau                   | 2. Klasse | Sorau                   | |
| Land- und Stadtgericht Cüstrin                 | 2. Klasse | Küstrin                 | |
| Stadtgericht Arnswalde                         |           | Arnswalde               | später umgewandelt in das Land- und Stadtgericht Arnswalde, 1848 wurde ein Patrimonialgericht dem Land- und Stadtgericht Arnswalde eingegliedert und es wurde damit zu einem Gericht 1. Klasse. |
| Stadtgericht Baerwalde                         |           | Baerwalde               | |
| Stadtgericht Beeskow                           |           | Beeskow                 | |
| Stadtgericht Berlinchen                        |           | Berlinchen              | |
| Stadtgericht Calau                             |           | Calau                   | später umgewandelt in das Land- und Stadtgericht Calau, 1848 wurde das Land- und Stadtgericht Calau dem Land- und Stadtgericht Finsterwalde eingegliedert                                       |
| Stadtgericht Cottbus                           |           | Cottbus                 | |
| Stadtgericht Deinsen                           |           | Deinsen                 | |
| Stadtgericht Drossen                           |           | Drossen                 | |
| Stadtgericht Fürstenberg                       |           | Fürstenberg             | |
| Stadtgericht Fürstenwalde                      |           | Fürstenwalde            | |
| Stadtgericht Guben                             |           | Guben                   | |
| Stadtgericht Hoyerswerda                       |           | Hoyerswerda             | später umgewandelt in das Land- und Stadtgericht Hoyerswerda, 1848 wurde das Land- und Stadtgericht Hoyerswerda in eine Gerichtskommission des Land- und Stadtgerichts Cottbus umgewandelt      |
| Stadtgericht Kirchhayn                         |           | Kirchhayn               | später umgewandelt in das Land- und Stadtgericht Kirchhayn, 1848 wurde das Land- und Stadtgericht Kirchhayn dem Land- und Stadtgericht Finsterwalde eingegliedert                               |
| Stadtgericht Königsberg                        |           | Königsberg              | |
| Stadtgericht Lippehne                          |           | Lippehne                | |
| Stadtgericht Luckau                            |           | Luckau                  | |
| Stadtgericht Lübben                            |           | Lübben                  | |
| Stadtgericht Müllrose                          |           | Müllrose                | |
| Stadtgericht Müncheberg                        |           | Müncheberg              | 1848 wurde das Stadtgericht Müncheberg dem Land- und Stadtgericht Frankfurt eingegliedert |
| Stadtgericht Neudamm                           |           | Neudamm                 | |
| Stadtgericht Peitz                             |           | Peitz                   | |
| Stadtgericht Reetz                             |           | Reetz                   | |
| Stadtgericht Reppen                            |           | Reppen                  | |
| Stadtgericht Schönfließ                        |           | Schönfließ              | |
| Stadtgericht Schwiebus                         |           | Schwiebus               | später umgewandelt in das Land- und Stadtgericht Schwiebus, 1848 wurde das Land- und Stadtgericht Schwiebus in eine Gerichtskommission des Land- und Stadtgerichts Crossen umgewandelt          |
| Stadtgericht Seelow                            |           | Seelow                  | 1848 wurde das Stadtgericht Seelow dem Land- und Stadtgericht Cüstrin eingegliedert und in Seelow eine Gerichtskommission eingerichtet                                                          |
| Stadtgericht Soldin                            |           | Soldin                  | |
| Stadtgericht Goren                             |           | Gosen                   | |
| Stadtgericht Spremberg                         |           | Spremberg               | später umgewandelt in das Land- und Stadtgericht Spremberg, 1848 wurde das Land- und Stadtgericht Spremberg in eine Gerichtskommission des Land- und Stadtgerichts Cottbus umgewandelt          |
| Stadtgericht Triebel                           |           | Triebel                 | |
| Stadtgericht Woldenberg                        |           | Woldenberg              | 1848 wurde das Stadtgericht Woldenberg dem Land- und Stadtgerichts Driesen angeschlossen |
| Stadtgericht Zielenzig                         |           | Zielenzig               | |
| Stadtgericht Züllichau                         |           | Züllichau               | später umgewandelt in das Land- und Stadtgericht Züllichau, 1848 wurde das Land- und Stadtgericht Züllichau in das Land- und Stadtgerichts Crossen eingegliedert                                |
| Justizamt Beeskow                              |           | Beeskow                 | |
| Justizamt Bernstein                            |           | Bernstein               | |
| Justizamt Biegen                               |           | Biegen                  | |
| Justizamt Carzig                               |           | Carzig                  | |
| Justizamt Pyrehne                              |           | Pyrehne                 | |
| Justizamt Cössenblath                          |           | Cössenblath             | |
| Justizamt Trebatsch                            |           | Trebatsch               | |
| Justizamt Cottbus                              |           | Cottbus                 | |
| Justizamt Friedrichsaue                        |           | Friedrichsaue           | 1848 wurde das Justizamt Friedrichsaue dem Land- und Stadtgericht Cüstrin eingegliedert |
| Justizamt Sachsendorf                          |           | Sachsendorf             | 1848 wurde das Justizamt Sachsendorf dem Land- und Stadtgericht Cüstrin eingegliedert |
| Justizamt Wollup                               |           | Wollup                  | 1848 wurde das Justizamt Wollup dem Land- und Stadtgericht Cüstrin eingegliedert |
| Justizamt Dobrilugk                            |           | Dobrilugk               | später umgewandelt in das Land- und Stadtgericht Dobrilugk, 1848 wurde das Land- und Stadtgericht Dobrilugk dem Land- und Stadtgericht Finsterwalde eingegliedert                               |
| Justizamt Driesen                              |           | Driesen                 | |
| Justizamt Finsterwalde                         |           | Finsterwalde            | |
| Justizamt Friedland                            |           | Friedland               | |
| Justizamt Schenkendorff                        |           | Schenkendorf            | |
| Justizamt Fürstenwalde                         |           | Fürstenwalde            | |
| Justizamt Görlsdorff                           |           | Görlsdorf               | |
| Justizamt Grüneberg                            |           | Grüneberg               | |
| Justizamt Guben                                |           | Guben                   | |
| Justizamt Hoyerswerda                          |           | Hoyerswerda             | später eingegliedert in das Land- und Stadtgericht Hoyerswerda |
| Justizamt Lagow                                |           | Lagow                   | |
| Justizamt Burschen                             |           | Burschen                | |
| Justizamt Lübben                               |           | Lübben                  | |
| Justizamt Marienwalde                          |           | Woldenberg              | 1848 wurde das Stadtgericht Woldenberg dem Land- und Stadtgerichts Driesen angeschlossen |
| Justizamt Neuendorff                           |           | Neuendorff              | |
| Justizamt Peitz                                |           | Peitz                   | |
| Justizamt Quartschen                           |           | Quartschen              | 1848 wurde das Justizamt Quartschen dem Land- und Stadtgericht Cüstrin eingegliedert |
| Justizamt Neudamm                              |           | Neudamm                 | 1848 wurde das Stadtgericht Neudamm dem Land- und Stadtgericht Cüstrin eingegliedert und in Neudamm eine Gerichtskommission eingerichtet                                                        |
| Justizamt Rampitz                              |           | Rampitz                 | 1848 wurde das Justizamt Rampitz dem Land- und Stadtgericht Frankfurt eingegliedert |
| Justizamt Senftenberg                          |           | Senftenberg             | später umgewandelt in das Land- und Stadtgericht Senftenberg, 1848 wurde das Land- und Stadtgericht Senftenberg dem Land- und Stadtgericht Finsterwalde eingegliedert                           |
| Justizamt Spremberg                            |           | Spremberg               | später eingegliedert in das Land- und Stadtgericht Spremberg |
| Justizamt Zelkin und Clossow                   |           | Zelkin                  | |

Daneben bestanden Patrimonialgerichte. In den folgenden Jahrzehnten erfolgten viele Zusammenschlüsse dieser Gerichte zu Land- und Stadtgerichten.

## Richter
- Friedrich Ernst Scheller, Präsident von 1836 bis 1849